# 藤井達也 (政治家)
藤井 達也（ふじい たつや、1888年（明治21年）7月7日 - 1934年（昭和9年）12月16日）は、日本の政治家で立憲政友会所属の衆議院議員。

## 経歴
青森県三戸郡八戸町（現在の八戸市）出身。東京帝国大学法科大学を卒業後、シカゴのノースウェスタン大学に留学し、法学博士の称号を得た。帰国後政友会の院外団に入る。
1928年（昭和3年）の第16回衆議院議員総選挙で初当選。その後、第17回・第18回の総選挙でも当選した。その間、犬養内閣で内務参与官を務めた。

## 親族
- 弟 藤井達二（衆議院議員）[4]